# Hudson (Fußballspieler)
Hudson Rodrigues dos Santos, genannt Hudson, (* 30. Januar 1988 in Juiz de Fora) ist ein ehemaliger brasilianischer Fußballspieler. Der Rechtsfüßer wurde im defensiven oder zentralem Mittelfeld eingesetzt.

## Karriere
Hudson startete seine Laufbahn im Nachwuchsbereich des FC Santos. Bei diesem schaffte er 2007 auch den Sprung in den Profikader. Sein erstes Pflichtspiel in der obersten brasilianischen Série A bestritt er in der Meisterschaftsrunde 2007. Am 3. Mai 2007, dem ersten Spieltag der Saison, wurde Hudson beim Auswärtsspiel gegen Sport Recife in der 73. Minute für Vinícius eingewechselt. Den Rest der Saison fand er keine weitere Berücksichtigung. In der Folgesaison lief er noch viermal für Santos in der Meisterschaft auf. Von 2009 bis 2010 wurde Hudson an verschiedene unterklassige Klubs ausgeliehen.
2011 wechselte Hudson dann zum Comercial FC (Ribeirão Preto). 2012 und 2013 schlossen sich weitere Wechsel an. Am 20. Dezember 2013 wurde Hudson dann beim Botafogo FC (SP) als Neuzugang vorgestellt. Nach Abschluss der Staatsmeisterschaft von São Paulo wurde Hudson vom FC São Paulo unter Vertrag genommen. Bei São Paulo kam Hudson zu seinem ersten Einsatz auf internationaler Klubebene. In der Copa Sudamericana 2014 traf sein Klub am 29. August 2014 in der zweiten Runde auf den Criciúma EC. In dem Auswärtsspiel stand Hudson in der Startelf. Im selben Wettbewerb erzielte er auch sein einziges Tor auf internationaler Bühne. im Viertelfinal-Hinspiel gegen den CS Emelec am 30. Oktober 2014, erzielte Hudson in der 36. Minute das zwischenzeitliche 2:0 (Entstand-4:2).
Am Jahresende wurde die Leihe von Hudson zum Cruzeiro EC bekannt. Hudson war Wunschspieler des Cruzeiro Trainers Mano Menezes, um das Mittelfeld zu stärken. Im Gegenzug ging der Spieler Neílton zu São Paulo. Das Leihgeschäft wurde auf ein Jahr befristet. Ursprünglich war São Paulo an dem Cruzeiro Stürmer Willian interessiert, dieser sollte aber Wunsch des Trainers bei Cruzeiro bleiben. Sein erstes Tor für Cruzeiro und damit auch das erste für ihn in der Série A, erzielte Hudson am 9. Juli, dem 12. Spieltag der Série A 2017, gegen Palmeiras São Paulo. Nach Vorlage von Lucas Romero traf er in der 42. Minute zum 2:0 (Entstand-3:1). Anfang 2018 kehrte Hudson zu São Paulo zurück.
Zur Saison 2020 wurde er an Fluminense FC bis zum Ende der Série A 2020 ausgeliehen. Nach der Leihe kehrte Hudson zunächst zu seinem Stammklub zurück. Im März wurde er dann erneut an Fluminense ausgeliehen. Die Vereinbarung sah vor, dass Fluminense nur 50 % des Gehalts des Spielers zahlen muss, die andere Hälfte hatte São Paulo zu zahlen. Auch nach Ablauf der Leihe am Ende Série A 2021 kehrte Hudson nicht sofort zu São Paulo zurück. Er war in der Saison acht Monate aufgrund eines Bänderrisses im rechten Knie ausgefallen. Die gesetzlichen Regelungen in Brasilien sehen vor, dass der Kontrakt mit einem Spieler solange aufrechterhalten wird, bis er nach einer Verletzung wieder tauglich ist, seinen Sport auszuüben. In dem vorliegenden Fall wurde die Leihe zunächst bis Ende Januar 2022 verlängert. Nachdem Ende der offiziellen Leihe fand Hudson keinen neuen Klub und gab am 1. Juni 2022 seinen Rücktritt vom Profisport bekannt.

## Erfolge
Santos
- Staatsmeisterschaft von São Paulo: 2007

Red Bull
- Staatsmeisterschaft von São Paulo Série A3: 2010

Cruzeiro
- Copa do Brasil: 2017

Fluminense
- Taça Rio: 2020